# Minecraft Earth
Minecraft Earth és un videojoc sandbox de realitat augmentada desenvolupat per Mojang Studios i publicat per Xbox Game Studios. És una sèrie derivada del videojoc Minecraft, es va anunciar per primera vegada el maig de 2019 i està disponible a Android, iOS, i iPadOS. El joc és free-to-play i es va llançar per primera vegada amb accés anticipat l'octubre del 2019.

## Videojoc
De manera similar a Minecraft, Minecraft Earth se centra al voltant de la construcció d'estructures, recopilació de recursos, elaboració i exploració. El joc utilitza el mateix motor de joc Bedrock que les altres versions de Minecraft. Al "mode de construcció", els jugadors poden construir estructures de realitat augmentada a "Plaques de construcció" en col·laboració amb altres jugadors i, després, explorar-les a mida completa amb el "mode de joc". Tant en el mode Construcció com en el mode Jugar, les plaques de construcció es superposen al món real mitjançant realitat augmentada (AR) i la càmera integrada del telèfon. Els jugadors poden reunir recursos recopilant "aplicacions" al mapa del joc i completant "aventures" que poden ser un trencaclosques, una tasca específica o una ubicació virtual amb entitats hostils per derrotar. Minecraft Earth té en compte objectes físics com arbres i llacs, de manera que hi ha menys incidents i interferències amb la simulació AR.
Minecraft Earth inclou molts tipus diferents d'entitats del joc anomenades "criatures" que són variacions exclusives de les criatures a Minecraft. El joc té dos tipus de monedes virtuals: "robis" i "minecoins". Els robis, es poden guanyar mitjançant el joc o comprar-los amb diners reals i es poden utilitzar per comprar articles que afectin el joc, com ara "construir plaques". Les minecoins, que són presents a totes les edicions Bedrock de Minecraft, només es poden comprar amb diners reals i s'utilitzen per comprar articles cosmètics, com ara paquets de textures i pells de personatges.

## Desenvolupament
Minecraft Earth utilitza la informació de OpenStreetMap per obtenir informació sobre el mapa i es basa en Microsoft Azure per les seves funcions de realitat augmentada. El videojoc és free-to-play i admet els telèfons intel·ligents  Android i iOS.
Durant la Microsoft Build 2015, l'equip de Microsoft HoloLens va donar a conèixer una versió de realitat augmentada de Minecraft. El 8 de maig de 2019 es va publicar un tràiler que mostrava un porc fangós. Minecraft Earth es va anunciar durant el 10è aniversari de Minecraft el maig de 2019. Microsoft va crear un lloc web perquè els jugadors es registressin a la versió beta tancada que es va llançar a mitjans de 2019 i Microsoft tenia intenció de llançar el joc en un llançament gradual. El joc multijugador es va presentar a la Apple WWDC el juny de 2019.

## Llançament
Una versió beta tancada es va llançar per primera vegada per iOS el 16 de juliol de 2019 a Seattle i Londres, seguit d'Estocolm, Tòquio i Ciutat de Mèxic durant els propers dos dies. Els usuaris d'Android d'aquestes ciutats van accedir a la versió beta tancada el 30 d'agost de 2019.
Minecraft Earth es va llançar per primera vegada en accés anticipat a Islàndia i Nova Zelanda el 17 d'octubre de 2019, i es va estendre lentament a altres països les setmanes següents, com ara els Estats Units al novembre. Es va posar disponible mundialment l'11 de desembre de 2019 (no es troba disponible a la Xina, Cuba, Iran, Myanmar, Sudan, l'Iraq, i als Emirats Àrabs Units).

## Recepció
Newshub va descriure el joc com a "enormement ambiciós". La firma d'investigació Sensor Tower va informar que es va descarregar 1,4 milions de vegades en la seva primera setmana de llançament, amb 1,2 milions dels Estats Units.

### Premis
El joc va ser nominat al "Millor joc de RA/RV" als Game Critics Awards, i va guanyar el premi Coney Island Dreamland al millor joc de RA/RV als New York Game Awards.